# F-07E
ドコモ スマートフォン Disney Mobile on docomo F-07E（ドコモ スマートフォン ディズニー・モバイル オン ドコモ エフゼロナナイー）は、富士通によって開発された、NTTドコモの第3.9世代移動通信システム（Xi）と第3世代移動通信システム（FOMA）のデュアルモード端末である。ドコモ スマートフォン（第2期）のうちのDisney Mobile on docomoシリーズのひとつ。

## 概要
富士通製のDisney Mobile on docomo端末としてはF-08Dに次いで第二弾となる端末で、本機からARROWSシリーズにも組み入れられた。ARROWS V F-04Eをベースとしているが、SoCはNVIDIA Tegra 3ではなく、ARROWS NX F-06Eとらくらくスマートフォン2/プレミアムに使われているQualcomm Snapdragon 600を採用している。
今回は「ディズニーイルミネーション」をテーマにしており、背面のイルミネーションや同梱のイヤホンジャックアクセサリーの光り輝く様子が楽しめる機種に仕上げられている。
背面にシンデレラ城とティンカー・ベルのシルエットが刻印されており、着信時に隠れミッキーを含むティンカー・ベルの軌跡がイルミネーションで光るデザインとなっている。着信パターンはシチュエーションごとに設定可能となっている。
ARROWS NX F-06E同様、DLNA連携機能はDTCP-IPに加え、リモートアクセス対応の専用NASに保存された自宅で録画した番組やマルチメディアコンテンツを屋外での視聴や閲覧ができるDTCP+にも対応している。
なお、おくだけ充電・フルセグ放送受信には対応していない。
本機では、F-06EやP-05Dと同様バッテリーの取り外しはできず、交換はドコモショップに持ち込み預かり修理が必要である。交換代金は9,712円であり、Xperia Z SO-02E（ソニーモバイル製）の交換代金（9,345円）を上回る。2013年8月現在ドコモのスマートフォンとしては内蔵バッテリーの交換代金が最も高額である。

## 搭載アプリ
Google標準アプリ
- Chrome
- Gmail
- Google+
- Google検索
- Google設定
- Playストア
- Playブックス
- Playミュージック
- Playムービー
- YouTube
- トーク(→ハングアウト)
- ナビ
- マップ
- メッセンジャー
- ローカル
- 音声検索

メーカー提供アプリ
- DiXiM Player
- Document Viewer
- KSfilemanager
- おサイフケータイ
- カメラ
- ギャラリー
- スッキリ目覚まし
- テレビ
- ブラウザ
- メール
- メッセージ
- 健康生活日記
- 設定
- 電卓
- 統合辞書+
- 取扱説明書
- 予定表

ウォルト・ディズニー・ジャパン提供アプリ
- Disneyアラーム
- Disneyシネマ
- Disneyマーケット
- Dlife
- Magic Camera Welcome
- 東京ディスニーリゾート待ち時間ナビ
- ディズニーゲームズ
- ディズニーデコメールメーカー

## 主な機能
| 主な対応サービス                                | 主な対応サービス                         | 主な対応サービス                     | 主な対応サービス                                       |
| ----------------------------------------------- | ---------------------------------------- | ------------------------------------ | ------------------------------------------------------ |
| タッチパネル/加速度センサー                     | Xi/FOMAハイスピード                      | Bluetooth                            | DCMX/おサイフケータイ/NFC/かざしてリンク/赤外線/トルカ |
| ワンセグ/フルセグ/モバキャス                    | メロディコール                           | テザリング                           | WiFi IEEE802.11a/b/g/n/ac                              |
| GPS                                             | ドコモメール/電話帳バックアップ          | デコメール/デコメ絵文字/デコメアニメ | iチャネル                                              |
| エリアメール/ソフトウェアーアップデート自動更新 | デジタルオーディオプレーヤー(WMA)(MP3他) | GSM/3Gローミング(WORLD WING)         | フルブラウザ/Flash Player                              |
| Google Play/dメニュー/dマーケット               | Gmail/Google Talk/YouTube/Picasa         | バーコードリーダ/名刺リーダ          | ドコモ地図ナビ/Google Maps/ストリートビュー            |

## 歴史
- 2013年5月15日 - NTTドコモより発表。
- 2013年7月24日 - 事前予約開始。
- 2013年7月31日 - 発売開始。

## アップデート・不具合など
2013年9月30日のアップデート
- 携帯電話（本体）を長時間使用すると、まれに携帯電話（本体）が再起動する場合がある不具合を修正する。
- カメラアプリで静止画を撮影すると、エラーメッセージが表示されカメラアプリが強制終了する場合がある不具合を修正する。
- 「dビデオ、dアニメストアコンテンツのMHL出力」機能の追加。
- ビルド番号がV19R38AからV20R39Dになる。

2013年11月19日のアップデート
- 携帯電話（本体）の電池残量が正しく表示されない場合がある。
- ビルド番号がV20R39DからV21R40Bになる。